# Blackfield (zespół muzyczny)
Blackfield – grupa stworzona przez dwóch muzyków: Brytyjczyka – Stevena Wilsona, założyciela i lidera zespołu Porcupine Tree, oraz Izraelczyka Awiwa Gefena. Tworzą muzykę rockową zainspirowaną popem z lat 60.–70. XX wieku.
Gefen, fan Porcupine Tree i Wilsona zaprosił zespół do zagrania kilku koncertów w Izraelu w 2000 roku. Zaprzyjaźnił się z Wilsonem, więc zaczęli razem nagrywać płytę. Planowany początkowo na 2001 rok EP przerodził się w album Blackfield i został wydany w Izraelu i Europie w 2004 roku, a w USA w 2005. 13 grudnia 2004 roku zespół wystąpił w krakowskim klubie Rotunda, natomiast dzień później w bydgoskim klubie Kuźnia.
Oprócz ośmiu autorskich piosenek, zespół nagrał także dwie wcześniejsze piosenki Gefena („Scars” i „Cloudy Now”, przetłumaczone na angielski przez Wilsona) i „Feel So Low” zespołu Porcupine Tree, które wcześniej Gefen nagrał po hebrajsku.
W 2006 roku Wilson i Gefen nagrali kolejny album, Blackfield II, którego premiera odbyła się w lutym kolejnego roku w Europie oraz w marcu w Stanach Zjednoczonych. Duet odbył także trasę koncertową, w czasie której odwiedził także Polskę – 22 lutego warszawską Proximę. W 2011 roku ukazał się trzeci album formacji zatytułowany Welcome to My DNA, a dwa lata później – czwarta płyta pt. IV.
Na początku 2014 roku Wilson zapowiedział, że odchodzi z zespołu aby poświęcić się karierze solowej, a Awiw Gefen będzie występował nadal jako Blackfield z gośćmi. Przed zmianami w składzie, grupa odbyła krótką trasę po Europie.
W czerwcu 2015 roku okazało się jednak, że Steven opuścił zespół tylko na chwilę, gdyż chciał zająć się swoją nagrywaną wówczas czwartą płytą solową Hand. Cannot. Erase. 9 czerwca 2015 roku na oficjalnej stronie zespołu na Facebooku pojawiło się zdjęcie z lutego tego roku przedstawiające Gefena, Wilsona oraz Alana Parsonsa. W opisie obok zdjęcia pojawiły się informacje, że są to zdjęcia z sesji nagraniowych do piątej płyty zespołu. Album „V” ukazał się 10 lutego 2017 roku.

## Muzycy
Obecny skład zespołu
- Steven Wilson – śpiew, gitara prowadząca, instrumenty klawiszowe (2001-2014, 2015-)
- Awiw Gefen – śpiew, gitara rytmiczna, instrumenty klawiszowe (2001-)
- Seffy Efrati – gitara basowa, wokal wspierający (2004-)
- Eran Mitelman – instrumenty klawiszowe, wokal wspierający (2007-)
- Tomer Z – perkusja, instrumenty perkusyjne (2004-)

Byli członkowie zespołu
- Daniel Salomon – wokal wspierający, instrumenty klawiszowe (2004-2007)
- Chris Maitland – perkusja, instrumenty perkusyjne, wokal wspierający (2001-2004)

## Dyskografia
Albumy studyjne
| Rok                            | Tytuł                                                              | Pozycja na liście | Pozycja na liście | Pozycja na liście | Pozycja na liście | Pozycja na liście | Pozycja na liście | Pozycja na liście |
| Rok                            | Tytuł                                                              | POL               | HOL               | CHE               | FIN               | FRA               | BEL               | GER               |
| ------------------------------ | ------------------------------------------------------------------ | ----------------- | ----------------- | ----------------- | ----------------- | ----------------- | ----------------- | ----------------- |
| 2004                           | Blackfield - Data: 2004 - Wydawca: Snapper Music                   | –                 | –                 | –                 | –                 | –                 | –                 | –                 |
| 2007                           | Blackfield II - Data: 13 marca 2007 - Wydawca: Snapper Music       | 19                | 78                | –                 | –                 | –                 | –                 | –                 |
| 2011                           | Welcome to My DNA - Data: 28 marca 2011 - Wydawca: Kscope          | 10                | 31                | 64                | 47                | 185               | 100               | 52                |
| 2013                           | IV - Data: 26 września 2013 - Wydawca: Kscope                      | 8                 | 28                | 74                | –                 | 65                | 47                | 37                |
| 2017                           | V - Data: 10 lutego 2017 - Wydawca: Kscope                         | 16                | 16                | 48                | 43                | 155               | 118               | 13                |
| 2020                           | For the Music - Data: 4 grudnia 2020 - Wydawca: Warner Music Group |                   |                   |                   |                   |                   |                   |                   |
| „–” pozycja nie była notowana. |                                                                    |                   |                   |                   |                   |                   |                   |                   |

Single
| 2003                           | „Hello”              | –  | Blackfield        |
| 2003                           | „Pain”               | 40 | Blackfield        |
| 2004                           | „Blackfield”         | 1  | Blackfield        |
| 2004                           | „Cloudy Now”         | –  | Blackfield        |
| 2006                           | „Once”               | 50 | Blackfield II     |
| 2007                           | „Miss U”             | –  | Blackfield II     |
| 2007                           | „My Gift of Silence” | –  | Blackfield II     |
| 2011                           | „Waving”             | 1  | Welcome to My DNA |
| „–” pozycja nie była notowana. |                      |    |                   |

## Wideografia
| Rok  | Tytuł                                                                     |
| ---- | ------------------------------------------------------------------------- |
| 2007 | Live In New York City - Data: 15 października 2007 - Wydawca: Rock Serwis |